# Starking Delicious
'Starking Delicious' es una  variedad cultivar de manzano (Malus domestica). Esta es la manzana norteamericana n°1, la que se pone en la mochila escolar y la variedad a gusto de los escolares.

## Sinónimos
- „Starking“,
- „Red Delicious“,

## Historia
Esta variedad proviene de Estados Unidos. Obtenido por mutación en los Estados Unidos de la variedad 'Delicious', se distingue por su profundo color rojo carmín en toda la superficie, incluso en frutas sombreadas.
El nombre sugiere que esta mutación fue obtenida por el vivero de Stark Brothers en la localidad de Louisiana (Misuri), EE. UU. Sin embargo, hay una falta de datos precisos sobre esto, pero se establece que esta variedad se propagó y generalizó gracias a la difusión por esta casa.
Este cultivar de manzana resultó en la creación del « Courtavel » por el Instituto Nacional para la Investigación Agronómica (INRA) en 1972, obtenido por mutagénesis para hacer una variedad de manzanos en interiores.

## Características
La 'Starking Delicious' es una manzana de mediana a grande. Buena productividad con tendencia a alternar, de ahí la necesidad de polinización para regular el cuajado.
La fruta, de gran tamaño, está bien tipificada, es de forma fustocónica, de color rojo oscuro brillante, de carne firme, jugosa.
Calidad del sabor: dulce, muy apreciada como fruta de mesa.
Conservación durante 3 meses en la nevera o en almacenes de fruta. Se vuelve harinoso al final del almacenamiento.
La madurez se obtiene del 20 al 30 de septiembre.

## Polinización
Es una Variedad diploide. 
Golden florece a mitad de temporada, del 25 de marzo al 20 de abril.
Es polinizado por las siguientes variedades: 'Golden Delicious' y 'Reine des Reinettes'.

## Cultivo
El manzano 'Starking Delicious' es un árbol vigoroso con hábito de porte erguido (Tamaño de los árboles frutales-Tipo I).

### Enfermedades
Sensibilidad a las enfermedades: fuerte.
Resistencia: débil.
Sensible al cancro, a araña roja y muy susceptible a sarna del manzano; también es atacado por el pulgón lanígero del manzano.

## Mutaciones
- Starkrimson